# Burchardztwo
Burchardztwo (kaszb. Bùrchardztwò) – część miasta Kartuzy, kolonia kaszubska, w Polsce, w województwie pomorskim, w powiecie kartuskim, w gminie Kartuzy. 
W miejscowości znajduje się siedziba  Nadleśnictwa Kartuzy.
W latach 1975–1998 miejscowość administracyjnie należała do województwa gdańskiego.